# Financement climatique en Jamaïque
 (juillet 2024).
- Si vous ne connaissez pas le sujet, laissez ce bandeau (vous pouvez alors contacter les auteurs).
- Si vous supprimez le contenu mis en cause (vous pouvez préalablement contacter les auteurs),

argumentez précisément cette suppression dans la page de discussion
(un manque de référence n'est pas un argument ; une recherche réelle de référence doit avoir été effectuée, être formellement documentée).
Le financement climatique en Jamaïque assure la mobilisation de capitaux pour investir dans des solutions climatiques en Jamaïque. Il prend de nombreuses formes, notamment par le biais des produits bancaires et coopératives de crédit, des marchés de capitaux, des dépenses publiques et du capital-risque/capital-investissement . Le PIB de la Jamaïque en 2022 dépassait 17 milliards de dollars américains, ce qui correspond à un PIB par habitant de 6 234 dollars américains.

## Contexte
En 2021, plus de 90% de l'approvisionnement énergétique de la Jamaïque provient de combustibles fossiles: 65% du pétrole, 24% du gaz naturel et 2% du charbon. La capacité du réseau électrique s'élève à 1,2 GW et les énergies renouvelables ne représentent que 254 MW de la capacité installée. Les tarifs des services publics d'électricité de la Jamaïque sont plus élevés que la moyenne par rapport aux autres pays des Caraïbes et s'établissent comme suit : 0,307 dollar américain par kWh pour les clients résidentiels et 0,248 dollar américain par kWh pour les clients commerciaux. Ces taux sont déterminés par deux facteurs principaux : les coûts des combustibles fossiles (environ 44%) et les bénéfices de JPS (environ 30%). Jamaica Public Service Limited (JPS) est détenue à 80 % par Marubeni Corporation of Japan and Korea East-West Power (EWP).

## Financement climatique privé
Il existe 25 coopératives de crédit avec un total d'actifs sous gestion d'environ un milliard de dollars américains et plus d'un million de membres en Jamaïque; Il existe onze institutions de dépôt non coopératives de crédit, dont huit banques commerciales, deux sociétés de crédit immobilier et une banque d'affaires, qui disposent d'un total de 2,5 milliards de dollars américains. Les réserves de capital du pays s'élèvent à environ 4,5 milliards de dollars. Les produits de prêt des banques et des coopératives de crédit comprennent les prêts sur valeur domiciliaire, les prêts garantis en espèces, les prêts garantis par actions (coopérative de crédit), les prêts personnels non garantis et les prêts aux énergies renouvelables. Par exemple, COK Sodality Cooperative Credit Union propose un prêt de panneaux solaires qui permet aux clients d'économiser 60% sur les coûts d'électricité.
Les développeurs d'énergies renouvelables de la Jamaïque comprennent Soleco Energy (qui débute en tant que société sœur de Rekamniar Frontier Ventures), qui met en service le projet solaire Paradise Park en 2019 en offrant le coût de l'électricité le plus bas de la Jamaïque avec une capacité installée de 51,5 MW. Les investisseurs dans Soleco Energy comprennent Rubis, une société pétrolière et gazière française présente en Afrique, dans les Caraïbes et en Europe.
La Bourse jamaïcaine (JSE), la plus ancienne bourse constituée dans les Caraïbes avec une capitalisation boursière de plus de 12 milliards de dollars américains, héberge quatre sous-marchés : un marché principal, un marché en dollars américains, un marché junior, un marché obligataire et un marché privé. marché. JSE est un marché boursier performant et, en 2019, il s'agit du marché le plus performant au monde. Un certain nombre[Combien ?] d'entreprises de solutions climatiques est coté, notamment Wigton Windfarm Limited (JMSE : WIG), Fosrich (JMSE : FOSRICH) et MPC Clean Energy (MPCCEL).
Le Sagicor Renewable Energy Fund est un fonds basé à la Barbade qui investit environ 14% de ses actifs dans des projets dans les Caraïbes.
Géré par Mscale LLC (« Mscale »), une société basée dans le Delaware aux États-Unis et spécialisée dans le conseil en capital-risque et en capital-risque, un nouveau fonds de capital-risque (à partir de 2024) voit le jour pour investir dans les secteurs du tourisme, du sport, de la vente au détail, de la santé numérique et des énergies renouvelables en Jamaïque. les secteurs de l'énergie, de la mobilité, de la fintech, du commerce électronique, de l'agritech, de la logistique et des services aux entreprises ; la Banque de développement de la Jamaïque (DBJ) a investi 4,9 millions de dollars américains dans ce fonds de capital-risque avec un montant cible de 50 millions de dollars américains.

## Financement climatique public
En 2021, le gouvernement de la Jamaïque est le premier au monde à émettre une obligation en cas de catastrophe climatique, qui a fourni au gouvernement 185 millions de dollars américains pour se protéger contre les tempêtes. Global Risk Financing Facility (GRiF), l'USAID et la Banque mondiale soutiennent l'obligation.
La Banque de développement de Jamaïque (DBJ) finance les entreprises à but lucratif au moyen de subventions à l'innovation, de subventions à la chaîne d'approvisionnement, de prêts et de capitaux privés pour les petites et moyennes entreprises (PME).

## Accompagnement du gouvernement
Le gouvernement jamaïcain a mis en place un certain nombre d’incitations pour le financement climatique. Ceux-ci inclus :
- Un programme de facturation nette par lequel l’énergie exportée vers le réseau reçoit une compensation[15].
- Le tarif extérieur commun, qui varie de 10 à 20% sur les marchandises, est suspendu pour les énergies renouvelables et les articles et appareils économes en énergie[15].
- Les droits sur les importations de véhicules électriques sont réduits de 30% à 10%[15].
- La taxe générale à la consommation de 15% est suspendue pour les batteries au lithium, les panneaux solaires, les onduleurs, les éoliennes et les accessoires de support.
- Il existe un crédit d'impôt sur le revenu équivalant à 30% du coût d'achat d'un système solaire photovoltaïque résidentiel, jusqu'à un maximum de 4 000 000 JMD[16].
- La taxe à l'importation est suspendue pour les panneaux solaires, les onduleurs, les éoliennes et les accessoires de support.
- Il existe un allégement de l'impôt sur le revenu compris entre 25 et 30% pour les projets renouvelables à grande échelle évalués à 1 milliard de dollars américains et plus[17].